# Brüderlichkeit
Brüderlichkeit (von „Bruder“, vor allem im politischen oder philosophischen Kontext französisch Fraternité, geschlechtsübergreifend auch Geschwisterlichkeit) bezeichnet das tatsächliche oder angestrebte soziale und solidarische Verhalten in einer Gruppe oder Gemeinschaft, die nicht auf Verwandtschaft oder Heirat gründet, sondern auf einem freiwilligen Zusammenschluss von Menschen. Ihre gleichgestellten Beziehungen zueinander werden durch eine gegenseitige „Verbrüderung“ geschaffen, die unterschiedliche Formen haben kann. Obwohl Brüderlichkeit im wörtlichen Sinne Frauen nicht einbezieht, bezog sich das Wort auch früher schon stellenweise auf Angehörige beider Geschlechter. In Bezug auf Frauensolidarität wird auch Schwesterlichkeit verwendet. In fast allen Kulturen der Welt ist das Ideal der Brüderlichkeit bekannt, im weitesten Sinne schließt es die Würde und die Gleichberechtigung aller Menschen ein, die Menschlichkeit, die Barmherzigkeit, den Pazifismus und auch die Feindesliebe (vergleiche Bruder als weltweiter Ausdruck für Freundschaft).
Der Gedanke der Brüderlichkeit stammt aus der Philosophie der Stoa (ab 300 v. Chr.) und dem Judentum und wurde aus dem Judentum ins Christentum übernommen. Die Brüderlichkeit wird mit der gemeinsamen Abstammung von einem Vater begründet (Patrilinearität). Im Gegensatz zum nicht-personal gedachten Gott-Vater-Begriff der Stoa wird jedoch Gott, der Vater (JHWH) als personales Gegenüber vorgestellt, das beispielsweise zu seinem auserwählten Volk spricht. Die Vaterschaft des Gottes im Christentum wird zu einer im menschgewordenen Sohn Jesus Christus vermittelten Vaterschaft, die die brüderliche Einheit im Sohn Gottes einschließt. Jesus von Nazaret selbst lehrte die Brüderlichkeit im Gebot der Nächstenliebe.

## Brüderlichkeit der Stoa
Der Brüderlichkeitsbegriff in der Stoa beruht auf einem ursprünglichen, mythologischen Naturbegriff. Im Himmel wird eine welterzeugende Kraft gesehen, die zusammen mit der „Mutter Erde“ alles Leben der Welt erwirkt. In diesem Sinn kann dann der Himmel „Vater“ der Menschen heißen. Platon sieht in der ewigen transzendenten Idee des Guten den Vater und Herrn, aber deren Personalität bleibt zweifelhaft. Von einer persönlichen Beziehung zu den Geschöpfen der Welt kann keine Rede sein. Die Lehre von der Vaterschaft ist hier eine Umdeutung des alten Mythos von Zeus und Hera. Die Götter bilden lediglich die Spitze eines erhabenen Kosmos. Von einem persönlichen, zürnenden, sorgenden, verzeihenden Vater-Gott findet sich in der Stoa keine Spur.

## Christliche Brüderlichkeit
Die Einswerdung mit Christus schließt die Einswerdung der Christen untereinander ein und bedeutet so die Aufhebung der trennenden natürlichen geschichtlichen Grenzen.

„Ihr aber sollt euch nicht Rabbi nennen lassen; denn nur einer ist euer Meister, ihr alle aber seid Brüder.“

Damit wird der große Hauptunterschied, der bisher die Welt unüberwindlich geteilt hatte, hinfällig. Der Unterschied zwischen Israel und den Heiden, zwischen Rein und Unrein, zwischen Auserwählten und Nicht-Auserwählten. Über alle ständisch-hierarchischen Ordnungen natürlich-geschichtlicher Grenzen hinweg herrscht nun der christliche Bruderbegriff.

## Aufklärung und Menschenrechte
Brüderlichkeit war einerseits (französisch Fraternité) eine der Kampfparolen der Französischen Revolution, während die spätere Arbeiterbewegung überwiegend den Begriff der Solidarität verwendete. Andere sehen in der Brüderlichkeit eher eine ethische Tugend, die zu Friedfertigkeit, zu Toleranz, zu Versöhnung mit dem Feind und zu Hilfsbereitschaft führt. In diesem Sinne ist sie verwandt mit dem Begriff der Verbundenheit. Jeden März feiern in diesem Sinne viele Millionen Menschen die Woche der Brüderlichkeit mit Projekten und Veranstaltungen. Auch in die Erklärung der Menschenrechte der Vereinten Nationen floss der Gedanke der Brüderlichkeit ein. Er wird im ersten Artikel erwähnt, wo es heißt:

„Alle Menschen sind frei und gleich an Würde und Rechten geboren. Sie sind mit Vernunft und Gewissen begabt und sollen sich einander im Geiste der Brüderlichkeit begegnen.“

## Brüderlichkeit im Marxismus
Im Marxismus findet wieder eine Unterscheidung zweier ethischer Zonen statt. Die Menschheit ist hier in einen historischen Gegensatz von Kapital und Proletariat zerfallen: Im Klassenkampf schließt die Bruderschaft der einen die Feindschaft gegen die anderen ein. Erst die Überwindung der Klassengesellschaft, die kämpferische dialektische Aufhebung von (materieller) Ungleichheit und Unterdrückung in der sogenannten klassenlosen Gesellschaft, soll die „wahre“ Einheit der Menschheit herstellen.

## Woche der Brüderlichkeit
Die Woche der Brüderlichkeit ist eine nach amerikanischem Vorbild seit 1952 jährlich im März stattfindende Veranstaltung. Sie wird vom Deutschen Koordinierungsrat der Gesellschaften für christlich-jüdische Zusammenarbeit ausgerichtet. Sie hat den jüdisch-christlichen Dialog und die Aufarbeitung des Holocaust zum Ziel. Im Rahmen der Veranstaltung wird seit 1968 die Buber-Rosenzweig-Medaille verliehen. Schirmherr ist der jeweilige Bundespräsident.

## Brüderlichkeit in der Postmoderne
Unter dem Eindruck vielfältiger Forschungen, u. a. in den Bereichen Wissenschaftsgeschichte und Geschlechterforschung, erfuhr der Begriff eine neue Deutung. Nach dieser Lesart handelt es sich bei dem, was vor allem während der letzten Jahrhunderte als Brüderlichkeit angesehen wurde, um ein Konzept, das durch das „Modell des Wettbewerbs“ geprägt worden sei. Einander in dieser Art der Brüderlichkeit verbundene Menschen handelten zwar untereinander solidarisch. Nach außen hin richte sich diese Solidarität aber allein auf die Erreichung von Wettbewerbsvorteilen. Das „Modell des Wettbewerbs“ und diese Art der Brüderlichkeit seien das Resultat der verschiedenen Konstellationen des Patriarchats, welche stets davon ausgingen, die einzigen Alternativen des Menschen bestünden darin, entweder zu dominieren oder dominiert zu werden. Eine so verstandene Brüderlichkeit ziele im Endeffekt nicht auf ein solidarisches Verhalten der Menschen untereinander, sondern befeure immer noch ihr Gegenteil, aggressive Rivalität.
In Abgrenzung davon wurde ein neuer Begriff der Schwesterlichkeit (Feminismus) geprägt. Er basiert auf dem spanischsprachigen Sororidad, der Verbindung aus Soror für Schwesterlichkeit und Solidaridad für Solidarität. Damit ist ein grundlegendes Eintreten für partnerschaftliche Beziehungen gemeint, die das alte hierarchische Herrschaftsmodell durch gegenseitigen Respekt und Verantwortlichkeit ersetzen wollen. Aus der grundlegenden Umorientierung zu diesen Werten folge ernsthafte Wertschätzung der Individuen füreinander und ein System, in dem gegenseitiger Fürsorge ein dementsprechend hoher Stellenwert zukäme.